# 伊志井寛
伊志井 寛（いしい かん、本名：石井 淸一、1901年2月7日 - 1972年4月29日）は、日本の俳優である。
旧芸名及び別名は竹本 津駒太夫（たけもと つこまだゆう）、石井 寛（読み同じ）。

## 来歴・人物
1901年（明治34年）2月7日（木曜日）、東京府東京市牛込区神楽坂（現在の東京都新宿区）に、落語家4代目三升亭小勝と竹本清之助（本名は富沢つね）の子として生まれる。1906年（明治39年）、5歳で父と死別する。
17歳まで銀座の商家に奉公に出ていたが身に合わず、1919年（大正8年）に文楽座の竹本津太夫の門に入り、竹本津駒太夫名義で初舞台を踏む。ところが満20歳の徴兵検査を機に文楽界を退き、1922年（大正11年）、松竹蒲田撮影所に入社。伊志井寛と改名し、旧劇活動写真の写実化に成功したといわれている1923年（大正12年）公開の野村芳亭監督映画『女と海賊』等に脇役として出演。1924年（大正13年）、帝国キネマが松本英一監督映画『籠の鳥』の大ヒットで利益を上げ、その資金で各社の名俳優・監督を引き抜いたが、伊志井も五月信子、正邦宏らと共に引き抜かれて小阪撮影所に入社する。ここでも多数の作品に出演したが、1925年（大正14年）4月、首脳部の内紛に端を発した会社出直しに伴う同撮影所閉鎖で伊志井を含む従業員400人以上が解雇される。その後、伊志井は同撮影所長であった立石駒吉が跡地に設立した東邦映画製作所に入社するが、わずか数ヶ月で給料不払いとなり、解散となった。
1927年（昭和2年）、作家菊池寛に招かれて新劇協会に加入。『三月三十二日』『クノック』等に初めて主演を務め、「新劇の星」ともいわれて注目される。1928年（昭和3年）、久保田万太郎の勧めで新派劇に加入し、喜多村緑郎の門下となる。新派劇の花形として人気を集め、花柳章太郎と並ぶ若手スターといわれた。1938年（昭和13年）、花柳章太郎、大矢市次郎、柳永二郎、川口松太郎らと新生新派を結成し、川口松太郎、泉鏡花の作品を中心に上演し、人気を博する。同劇団は戦後の1949年（昭和24年）に解散するが、同年に劇団新派を結成し、大幹部として屋台骨を支える。特に『婦系図』の主税などを当たり役とした。その一方で映画、テレビドラマにも意欲的に出演しており、1959年（昭和34年）8月23日から1972年（昭和47年）2月6日まで放映されたTBSテレビ系列の東芝日曜劇場人気シリーズ『カミさんと私』（全33作）では、同じく劇団新派に所属していた京塚昌子と共演し、その好々爺ぶりはお茶の間に親しまれた。1967年（昭和42年）、紫綬褒章を受章。
1972年（昭和47年）4月、明治座の舞台に出演中に倒れ、同月29日、肝臓癌のため死去した。71歳没。折りしもTBSテレビ系列の国民的人気ドラマ『ありがとう』に出演中であり、本作が遺作となり、伊志井の死後は清水将夫が代役を務めた。また、同年12月31日には伊志井の功績を讃えて『カミさんと私』第32作（最終作）が再放送された。墓所は瑞輪寺墓地にあり、戒名は「芸海院永照日寛居士」。

### 親縁者
分川本の君鶴と呼ばれた芸者で小唄の家元となった三升延が妻で、俳優の石井麗子とフリーアナウンサーの石井希和は孫である。俳優の金田龍之介は弟子にあたり、俳優の大辻伺郎は伊志井の付き人を経験していた。他の弟子には半田真二がいた。
妻の三升延が前夫の間に儲けた連れ子が、以前にTBSテレビのプロデューサーであった石井ふく子である。伊志井と血縁関係は無く、伊志井が三舛と結婚の際にふく子の入籍を拒否したため、三舛が養子として迎えたといわれる。ふく子は、伊志井の没後に遺産の分配を求めて伊志井が認知した実子と騒動するも、継子であるふく子に相続権は存在せず、和解したのちに「20年以上経過してもなお母と共に受けた屈辱としてその騒動のことを忘れていない」と著書『想い出かくれんぼ』に記している。

## 著書
- 『裸寛記』万粧書房, 1948
- 『にこごり抄』オリオン出版社, 1967.8